# Mill Hill (Lancashire)
Mill Hill – dzielnica miasta Blackburn, w Anglii, w Lancashire, w dystrykcie (unitary authority) Blackburn with Darwen. W 2011 roku dzielnica liczyła 6387 mieszkańców.